# Z39.50
Z39.50 је међународни стандард за апликацијски слој клијент-сервер комуникационог протокола који се користи за претраживање и размену информација из базa података путем TCP/IP мрежног протокола. У употреби су ознаке ANSI/NISO Z39.50, и ISO Z3950. Овај стандард је у надлежности Конгресне библиотеке САД.
Z39-50 је у широкој употреби у библиотекама и врло често се уграђује у интегрисане библиотечке софтвере и у мање програме за прављење библиографија. Претраге каталога за међубиблиотечку позајмицу се често одвијају путем поменутог протокола, одговарајућим упитима.
Рад на овом протоколу је отпочео 1970-тих година и до сада су објављене верзије из 1988, 1992, 1995, и 2003. године. Контекстуални упитни језик (претходно обичан упитни језик) заснован је управо на семантици овог протокола.

## Правила претраживања
Протокол подржава различите операције над подацима, укључујући претраживање, размену, сортирање и прегледање. Претраживања се представљају коришћењем атрибута, најчешће из тзв. bib-1 скупа атрибута, који дефинише шест атрибута за коришћење при претраживању информација са сервера и то: коришћење (дефинише на која поља се све односи претраживање), везе (описује везу поља и садржаја термина за претраживање), позиција (локација термина у пољу и потпољу), структура (да ли је термин који се претражује реч, фраза или више независних речи), одсецање (да ли ће термин за претраживање бити разматран само до одређене дужине) и комплетност (да ли уз термин треба да стоје још неке речи). Синтакса протокола Z39-50 дозвољава веома комплексне упите.
Међутим, у пракси, ову функционалну комплексност протокола ограничавају неуједначене имплементације стручњака који га развијају и комерцијалних добављача. Синтакса Z39.50 је изведена из структуре базе података на којој се врши претрага; примера ради, уколико клијент пошаље упит за претраживање по аутору, на серверу је да одреди како ће искористити индексе које има при руци. Ово омогућава да се упити формулишу без икаквог знања о структури базе података, али узрокује да исти упит буде различито обрађен у зависности од тога на ком серверу се извршава. Један сервер може имати индекс аутора, други може користити индекс личних имена било да су аутори или не, трећи не морају да користе индекс имена него ће претраживати у кључним речима, а неки, у недостатку погодних индекса, могу пријавити грешку.
Један покушај да се ове недоследности разреше је батски профил (назван по месту Бат у Енглеској, где се, 1999. године, састала радна група). Овај документ детаљно прецизира синтаксу која се користи за библиографске претраге, као и очекиванe начинe одзива сервера које те претраге производе. Имплементација ових правила из Бата се одвија споро, али постепено се побољшава окружење протокола Z39.50. Овај стандард одржава Библиотека и архив Канаде.

## Напори на модернизацији
Протокол Z39.50 је дефинисан у периоду када још нису биле распростањене Веб технологије, и постоји много радних група које раде на његовом ажурирању како би се што боље уклопио у модерно окружење. Све ове радне групе окупљене су у организацију ZING (Z39.50 International: Next Generation) и све заједно трагају за различитим стратегијама за модернизацију.
Наследници протокола Z39.50 су сродни протоколи SRU/SRW (Search/Retrieve via URL/Search/Retrieve Web service), који одбацују Z39.50 комуникациони протокол (замењујући га са HTTP), али покушавају да очувају корисну синтаксу упита. SRU је базиран на REST технологији, и омогућава да се упити приказују у облику url. SRW користи SOAP технологију. Оба враћају резултате претраживања у XML-у.
Oви пројекти нису тако захтевни са развојне тачке гледишта као првобитни Z39.50, и омогућавају да релативно уско тржиште библиотечког софтвера има користи од алата за веб сервисе који се развијају за много већа тржишта.
Постоје и алтернативе овом протоколу:
- Open Archives Initiative Protocol for Metadata Harvesting
- SPARQL